# Liceo scientifico statale Francesco Redi
Il liceo scientifico statale Francesco Redi di Arezzo, dedicato al medico e naturalista aretino, è uno dei licei scientifici più antichi d'Italia, essendo stato costituito per mezzo della riforma Gentile del 1923.

## Storia
Il liceo nacque come "regio liceo scientifico di Arezzo" nel 1923, tale uno dei 37 licei scientifici istituiti, uno per provincia, dalla riforma Gentile. Il 27 settembre 1923 il professore Alberto Razzauti assume servizio come primo preside dell'istituto. Il Consiglio Provinciale di Arezzo il 29 febbraio 1923, su proposta del presidente Girolamo Ristori, deliberò affinché il Regio Liceo Scientifico di Arezzo fosse intitolato al nome del biologo e letterato aretino Francesco Redi.